# Cuito Cuanavale
 Cuito Cuanavale   es una comuna y también un municipio (Concelho de Cuito Cuanavale) de la provincia de Cuando, en el sureste de Angola, región fronteriza con Namibia y Zambia.

## Geografía
Situada a unos kilómetros del río Cuando, el término tiene una extensión superficial de 35 610 m² y una población de 65441 habitantes. 94.737 en 2008.
Linda al norte el municipio de Luchazes (Moxico); al este con el de Mavinga; al sur con el de Nancova; y al oeste con los de Menongue y de Chitembo (Bié).

## Comunas
Este municipio agrupa cuatro comunas:
- Cuito Cuanavale.[4]
- Longa.[5]
- Lupire.[6]
- Baixo Longa.[7]

## Importancia histórica
Durante la guerra civil de Angola la ciudad estuvo en territorio controlado por la UNITA, pero el gobierno de Luanda la mantuvo bajo su poder.
Fue duramente atacada por tropas sudafricanas y de UNITA en 1988 y defendida por el ejército angoleño y después por el cubano, en menor medida por la SWAPO. En ella se libró la batalla del mismo nombre siendo la mayor de la historia de África subsahariana. La ciudad trató de ser tomada por los sudafricanos, pero finalmente continuó en poder del gobierno. Las SWAPO jamás estuvieron en/ni cerca de Cuito Cuanavale.
La batalla de Cuito Cuanavale ocurrió el 23 de marzo de 1988 y su desenlace con la ayuda de los internacionalistas cubanos al mando de Leopoldo Cintra Frías supuso el derrumbe de las entonces fuerzas militares del apartheid, de Sudáfrica, y las obligó iniciar conversaciones cuatripartitas que llevó a la firma del acuerdo de Nueva York que supuso la independencia de Namibia.
El presidente del Consejo de Estado y de Ministros de Cuba, General del Ejército Raúl Castro Ruz, presidió, el lunes, en la sala Universal de las Fuerzas Armadas Revolucionarias (FAR), en La Habana, el acto político cultural conmemorativo a la Batalla de Cuito Cuanavale, recordando el importante papel desempeñado por Cuba en una etapa importante de la liberación nacional, emprendida por el movimiento Popular de Liberación de Angola (MPLA). Esta batalla decidió el destino, no sólo de Angola, sino también de Namibia, Zimbabue y de Sudáfrica, fue favorable a las fuerzas conjugadas de Angola y Cuba.
El teniente general António Valeriano, exhaltó la sabiduría del jefe de Estado angoleño, José Eduardo Dos Santos, al definir la estrategia para la victoria de las tropas angolanas sobre Sudáfrica.
En el marco de las conmemoraciones alusivas al 20.º aniversario de esta importante batalla, el canal televisivo cubano, "Cubavisión", presentó el filme que retrata la Batalla de Cuito Cuanavale.